# حمض فينيل الأسيتيك
حمض الفينيل اسيتيك (بالإنجليزية: phenylacetic acid)‏ القاعدة المرافقة:(phenylacetate) المعروف أيضاً بمختلف المرادفات، هو مركب عضوي يحتوي على مجموعة وظيفية من الفينيل ومجموعة وظيفية لحمض الكربوكسيل. وهو مادة صلبة بلون أبيض مع رائحة قوية تشبه العسل. وعلى نحو غير متجانس، هو عبارة عن مقيضة من الفينيل ألانين. باعتبارها مادة كيميائية تجارية، لأنها يمكن أن تستخدم في الإنتاج غير المشروع للفينيل أسيتون (المستخدم في تصنيع الأمفيتامين المستبدل)، فهي تخضع للضوابط في البلدان بما في ذلك الولايات المتحدة والصين.

## بروز حمض فينيل اسيتيك
تم العثور على حمض فينيل أستيك ليكون أكسين نشط (وهو نوع من هرمون النبات)، وجدت في الغالب في الفواكه. ومع ذلك، فإن تأثيره يكون أضعف بكثير من تأثير حمض الأكسين الأساسي auxin-3-acetic acid. بالإضافة إلى ذلك، يتم إنتاج الجزيء بشكل طبيعي من الغدة النخامية لأغلب أنواع النمل ويستخدم كمضاد للميكروباتات. وهو أيضًا منتج الأكسدة من الفينيثيلامين في البشر بعد الأيض بواسطة أكسيداز أحادي الأمين والأيض اللاحق للمنتج الوسيطة، phenylacetaldede، بواسطة إنزيم aldehyde dehydrogenase. توجد هذه الأنزيمات أيضًا في العديد من الكائنات الحية الأخرى.

## التحضير
يمكن تحضير هذا المركب بواسطة التحلل المائي لبنزيل سيانيد

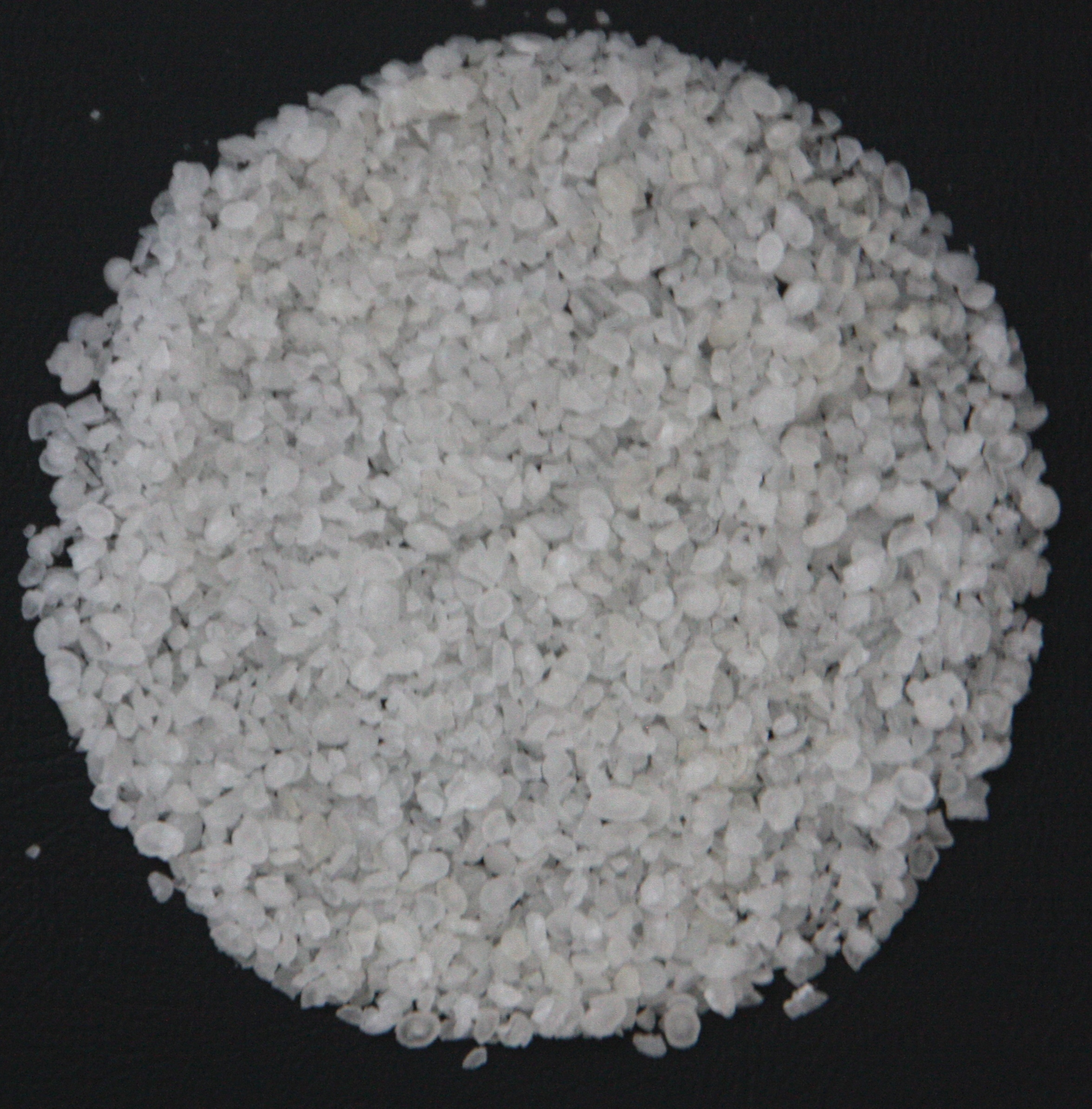
حمض فينيل أسيتيك

## تطبيقات
يستخدم حمض الفينيل اسيتيك في بعض العطور، لأنه يمتلك رائحة تشبه العسل حتى في تركيزات منخفضة. كما أنه يستخدم في إنتاج البنسلين وإنتاج ديكلوفيناك. كما أنه يستخدم لعلاج فرط أمونيا الدم من النوع الثاني للمساعدة في تقليل كميات الأمونيا في مجرى الدم لدى المريض عن طريق تكوين phenylacetyl-CoA، الذي يتفاعل بعد ذلك مع الجلوتامين الغني بالنيتروجين لتشكيل phenylacetylglutamine. ثم يفرز هذا المركب من جسم المريض. كما أنها تستخدم في الإنتاج غير المشروع للفينيل أسيتون، والذي يستخدم في تصنيع الميتامفيتامين.
يستخدم حمض فينيل أسيتيك في تحضير العديد من العقاقير الصيدلانية، بما في ذلك كاميلفين، بيندازول، تريافونجين، فيناسيميد، لوركاينيد، فينينديون، وسيكلوبنتولات.